# (37494) 1174 T-2
1174 T-2 (asteroide 37494) é um asteroide da cintura principal. Possui uma excentricidade de 0.05872100 e uma inclinação de 8.76668º.
Este asteroide foi descoberto no dia 29 de setembro de 1973 por Cornelis Johannes van Houten e Ingrid van Houten-Groeneveld e Tom Gehrels em Palomar.